# 懷特島 (恩德比地)
66°44′S 48°35′E / 66.733°S 48.583°E
懷特島是南極洲的島嶼，位於恩德比地，由斯泰爾斯海峽與薩克拉里半島分隔，長21公里、寬8公里，由1930年1月由挪威探險家發現。